# Lately
Lately (englisch für „In letzter Zeit“) ist ein Lied und die Debütsingle der US-amerikanischen Girlgroup Divine, das im August 1998 erschien.

## Entstehung und Veröffentlichung
Geschrieben wurde das Lied gemeinsam von Will Baker, Christopher Kelly und Pete Woodruff. Für die Produktion zeichneten John Howcott und Donald Parks verantwortlich. Als der Gründer von Red Ant Entertainment, Ruben Rodriguez, die Demoaufnahme hörte, bekundete er Interesse an der Komposition und brachte diese zu Divine, das er kurz zuvor bei dem Label unter Vertrag genommen hatte. Die Gruppe, bestehend aus Nikki Bratcher, Tonia Tash und Kia Thornton, nahm das Lied an drei Orten auf, darunter auch in [Indianapolis]. Baker, Howcott und Woodruff steuerten zusätzliche Keyboards bei, während Baker und Marcus Williams am Schlagzeugs bzw. der Programmierung dessen arbeiteten. Neben Mark South arrangierte Baker auch den Gesang. Neben dem Hauptgesang der Band, ist im Hintergrund Talonda Fields zu hören. Zu den weiteren Mitarbeitern, die an dem Lied gearbeitet haben, gehören vier Toningenieure, der Mischer Jonnie Most und Lynn Goldsmith, die das US-amerikanische Cover-Artwork der Single fotografiert haben.
Die Erstveröffentlichung von Lately erfolgte als Single am 25. August 1998 bei Red Ant Entertainment. Diese erschien unter anderem als CD-Maxi-Single mit einer Alternativversion und einem Instrumantal zu Lately sowie das Lied My Love als B-Seite (Katalognummer: 5300330). Am 27. Oktober desselben Jahres erschien das Lied als Teil des Divine Debütalbums Fairy Tales (Katalognummer: 63291-12325-2), dessen erste Singleauskopplung es ist.

## Inhalt und Stil
Inhaltlich geht es in Lately über die High-School-Zeit von Autor Will Baker, als er und seine Freundin, die er schließlich heiratete, die dynamischen Extreme ihrer Beziehung erforschten. Es ist ein R&B-Liebeslied mit Blues-Einflüssen, angetrieben von einer Gitarre und einer Hammond-B3-Orgel, die von Woodruff gespielt wird.

## Musikvideo
Im der Rahmenhandlung des Musikvideos bietet die Band das Lied an einer Waldgegend nahe eines Flusses dar. Zwischendurch werden Szenen aus der Kindheit, als sie in dem Wald Fangen spielten, eine Darbietung in einem Hotelzimmer und ebenfalls aus der Kindheit beim Schaukeln, eingeblendet.

## Rezeption
Chuck Taylor von Billboard merkte an, dass sich das Lied von den meisten Hip-Hop-Titeln und von Frauen gesungenen Balladen der damaligen Zeit abhebe. Red-Ant-Präsident Randy Phillips verglich es mit einer Inkarnation von Otis Reddings (Sittin’ On) The Dock of the Bay (Januar 1968).

## Kommerzieller Erfolg

### Chartplatzierungen
| ChartsChartplatzierungen       | Höchstplatzierung | Wochen |
| ------------------------------ | ----------------- | ------ |
| Deutschland (GfK)              | 75 (8 Wo.)        | 8      |
| Vereinigte Staaten (Billboard) | 1 (27 Wo.)        | 27     |
| Vereinigtes Königreich (OCC)   | 52 (2 Wo.)        | 2      |

| ChartsJahrescharts (1998)      | Platzierung |
| ------------------------------ | ----------- |
| Vereinigte Staaten (Billboard) | 61          |

### Auszeichnungen für Musikverkäufe
| Land/Region               | Auszeichnungen für Musikverkäufe (Land/Region, Auszeichnung, Verkäufe) | Verkäufe  |
| ------------------------- | ---------------------------------------------------------------------- | --------- |
| Vereinigte Staaten (RIAA) | Platin                                                                 | 1.000.000 |
| Insgesamt                 | 1× Platin ·                                                            | 1.000.000 |

## Coverversionen
- 2000: Samantha Mumba (Album: Gotta Tell You)